# Vela agli VIII Giochi del Mediterraneo
La seguente pagina illustra i risultati nella vela agli VIII Giochi del Mediterraneo. In quest'edizione dei giochi sono previste due gare, solo per gli uomini, la classe Fyling Dutchman e la classe Finn.

## Podi

### Uomini
| Evento          | Oro                       | Perform. | Argento                       | Perform. | Bronzo                         | Perform. |
| Fyling Dutchman | Marc Bouet Thierry Poirey | 6.00     | Marco Salvelli Roberto Gazzei | 31.50    | Alejandr Abascal Miguel Noguer | 32.00    |
| Finn            | Joselius Doreste          | 5.70     | Elie Hatzipavlis              | 28.00    | Minski Fabris                  | 54.40    |

## Medagliere
| Posizione | Paese      |   |   |   | Totale |
| --------- | ---------- | - | - | - | ------ |
| 1         | Spagna     | 1 | 0 | 1 | 2      |
| 2         | Francia    | 1 | 0 | 0 | 1      |
| 3         | Grecia     | 0 | 1 | 0 | 1      |
|           | Italia     | 0 | 1 | 0 | 1      |
| 5         | Jugoslavia | 0 | 0 | 1 | 1      |
| Totale    | Totale     | 2 | 2 | 2 | 6      |